# پرچم تایلند
پرچم تایلند برای اولین بار در ۲۸ سپتامبر ۱۹۱۷ به رسمیت شناخته شد. به‌عنوان پرچم ملی و نشان غیرنظامی و نشان استان شناخته می‌شود و همچنین دارای تناسب ۲:۳ می‌باشد. این پرچم که رنگ‌های آن قرمز، سفید و آبی می‌باشد. رنگ قرمز نماد ملت و خاک، رنگ سفید نماد مذهب و رنگ آبی آن نماد سلطنت این کشور می‌باشد که در وسط پرچم نقش بسته است.

## پرچم های دیگر تایلند
پرچم های قدیمی تایلند مربوط به دوره استعمار فرانسه و سلسله سیام است.